# Premio italiano della musica - Nominations 1998
Premio italiano della musica - Nominations 1998 è il titolo della compilation di brani musicali del 1997/1998, pubblicato nella primavera di quell'anno in concomitanza con la terza edizione televisiva del Premio italiano della musica.

## Tracce
1. Jovanotti - Bella 4:40
2. Litfiba - Regina di cuori 4:04
3. Carmen Consoli - Venere 3:52
4. Elisa - Labyrinth 4:56
5. Franco Battiato - La cura (live) 4:08
6. C.S.I. - Forma e sostanza (radio version) 4:37
7. Frankie hi-nrg mc - Quelli che benpensano 4:12
8. Sottotono - Dimmi di sbagliato che c'è (remix)	4:43
9. Fiorella Mannoia - Belle speranze 5:00
10. Pino Daniele - Stare bene a metà 3:14
11. Samuele Bersani - Giudizi universali 3:55
12. Niccolò Fabi - Rosso 3:32
13. Ligabue - I ragazzi sono in giro (live) 4:16
14. Cristina Donà - Ho sempre me 3:18
15. Giorgia - Dimmi dove sei 3:54
16. Casino Royale - The future (radio edit) 4:14
17. Afterhours - Voglio una pelle splendida 3:42
18. Subsonica - Cose che non ho 4:05
19. Scisma - Rosemary Plexiglas 4:21